# Rathaus Wunstorf

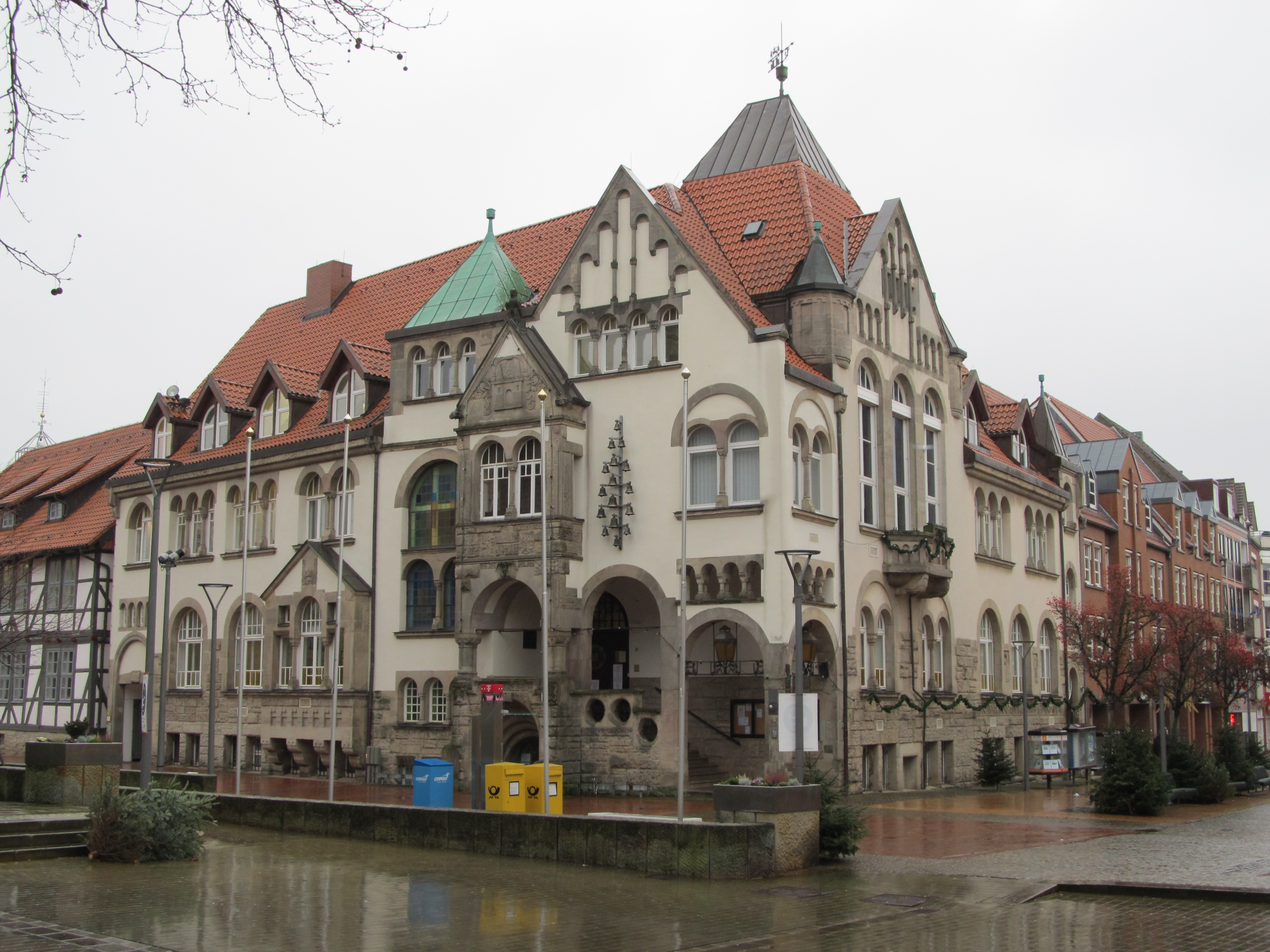
Das 1907 am Wunstorfer Marktplatz errichtete Rathaus

Das Rathaus Wunstorf ist der Hauptverwaltungssitz der Stadt Wunstorf unter ihrem Bürgermeister. Das Anfang des 20. Jahrhunderts im Stil der Neuromanik errichtete Rathaus findet sich am südlichen Rand des Wunstorfer Marktplatzes unter der Adresse Südstraße 1 und steht unter Denkmalschutz.

## Geschichte und Beschreibung

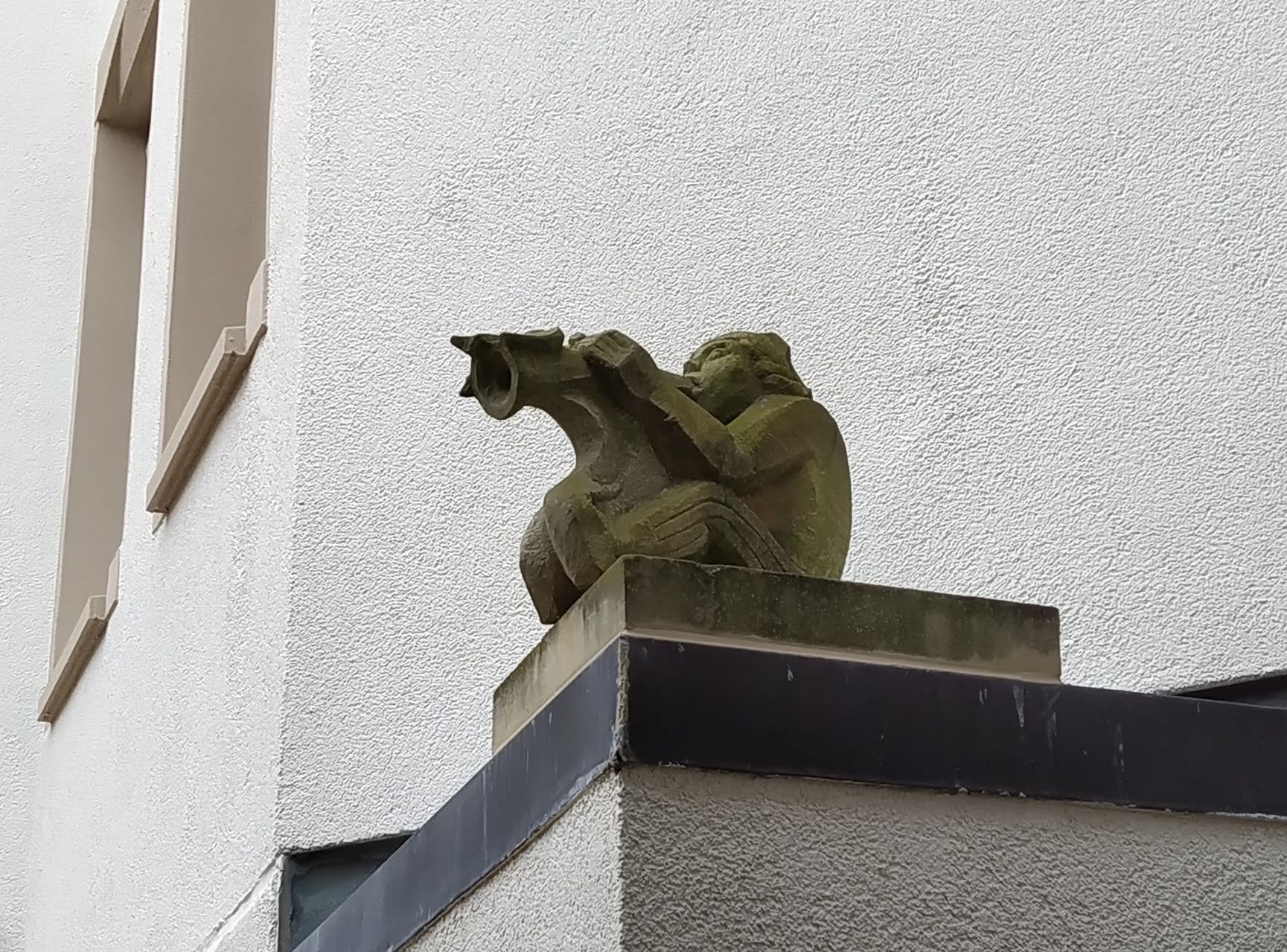
Figur im Innenhof des Gebäudes

Der in einer Ecklage errichtete zweigeschossige Massivbau entstand bis 1907 nach Plänen des Architekten Karl Petzold. Das Bauwerk war ursprünglich sowohl als Rathaus als auch als Sitz der Stadtsparkasse gedacht. An der Fassade zur Südstraße wurden daher Sinnbilder für Sparsamkeit und Fleiß gestaltet sowie der Schriftzug „Sparkasse der Stadt Wunstorf“ im damals modernen Jugendstil. Nach den verbreiteten Vorstellungen in der Jahrhundertwende sollte das Gebäude jedoch möglichst viele Details eines mittelalterlichen Rathauses rezipieren. Hierfür wurden offene Loggien oder Lauben gestaltet, die früher als Markt oder Ort des öffentlichen Gerichts dienten. Dem historistischen Sinn entsprechend erhielt das Gebäude zudem Ziererker „als Ort der Verkündungen und Vereidigungen“ als auch durchlaufend gestaffelte Fenster. Abgerundet wurde der gewünschte Eindruck durch die Gestaltung von Blendgliederungen im Giebelfeld sowie Bossierungen im Erdgeschoss.